# Campeonato Europeo de Baloncesto Femenino Sub-20 de 2013
El Campeonato Europeo Sub-20 de Baloncesto Femenino de 2013 fue la decimosegunda edición del campeonato europeo de baloncesto para selecciones nacionales femeninas sub-20. En el torneo, disputado en Samsun, Turquía, del 4 al 14 de julio de 2013, compitieron un total de dieciséis nacionales afiliadas a FIBA Europa por el título de campeón europeo, cuyo anterior portador era el equipo de España, vencedor de la edición anterior.
La selección de España revalidó la medalla de oro, llevándose el campeonato por cuarta vez, al derrotar en la final al equipo local de Italia, con un marcador de 59-53.  En el partido por el tercer puesto el conjunto de Turquía venció al de Bielorrusia para hacerse con la medalla de bronce.

## Equipos participantes
Tras el descenso en la anterior edición de Portugal, Letonia y Gran Bretaña, ascendieron Grecia, como ganadora de la División B del Campeonato Europeo de Baloncesto Femenino Sub-20 de 2012; Alemania, como subcampeonas de la misma; y Hungría, como tercer clasificado.
- Alemania (2º)
- Bielorrusia
- Eslovaquia
- España
- Francia
- Grecia(1º)
- Hungría(3º)
- Italia
- Lituania
- Países Bajos
- Polonia
- Rusia
- Serbia
- Suecia
- Turquía
- Ucrania

## Organización

### Formato
Primera ronda
En la primera ronda, los equipos se dividieron en cuatro grupos de cuatro equipos cada uno. Los tres primeros clasificados de cada ronda avanzan a la segunda ronda, y el último clasificado jugará en el grupo G, y luego en los playoffs por el 9.º-16.º lugar.
Segunda ronda
En la segunda ronda, los doce equipos que avanzaron de la primera ronda se dividieron en dos grupos de 6 equipos cada uno. Los cuatro primeros clasificados avanzan a los cuartos de final, mientras que los dos últimos jugarán los playoffs por el 9.º-16.º lugar.
Fase de clasificación
Por una parte, los equipos clasificados en último lugar en la primera ronda se enfrentan entre sí en el grupo G para determinar sus posiciones en el cuadro por el 9.º-16.º lugar, donde se les unirán los dos últimos clasificados de los dos grupos de la segunda ronda para determinar el cuadro completo.
Por otra parte, los cuatro primeros clasificados en cada grupo de la segunda ronda avanzan a los cuartos de final. En cuartos de final, los ganadores avanzan a semifinales, y los perdedores, al cuadro por el 5.º-8.º puesto.

### Sedes
| Samsun                           |                                        |
| Samsun                           |                                        |
| Pabellón Deportivo Canik Atatürk | Pabellón Deportivo Tekkeköy Yaşar Doğu |
| Capacidad: 1 500                 | Capacidad: 7 500                       |
|                                  |                                        |

### Sorteo de grupos
El sorteo de grupos tuvo lugar el 8 de diciembre de 2012 en Freising, Alemania. Los grupos de primera ronda quedaron distribuidos de la siguiente forma: 
| Grupo A                                 | Grupo B                          | Grupo C                      | Grupo D                              |
| --------------------------------------- | -------------------------------- | ---------------------------- | ------------------------------------ |
| Bielorrusia Países Bajos Serbia Ucrania | Eslovaquia España Grecia Polonia | Francia Hungría Italia Rusia | Alemania Lituania Suecia Turquía (H) |

## Primera ronda
Todos los horarios corresponden al huso horario local (Hora de Turquía – UTC+3).

### Grupo A
| Pos. | Equipo         | PJ | G | P | PF  | PC  | DP  | Pts | Clasificación |
| ---- | -------------- | -- | - | - | --- | --- | --- | --- | ------------- |
| 1    | ' Países Bajos | 3  | 2 | 1 | 198 | 158 | +40 | 5   | Segunda ronda |
| 2    | Serbia         | 3  | 2 | 1 | 189 | 189 | 0   | 5   | Segunda ronda |
| 3    | Bielorrusia    | 3  | 2 | 1 | 181 | 186 | −5  | 5   | Segunda ronda |
| 4    | Ucrania        | 3  | 0 | 3 | 171 | 206 | −35 | 3   | Grupo G       |

 Fuente: FIBA
Notas:
1. 1 2 3  Países Bajos: 3 pts., +24 DP; Serbia: 3 pts, -12 DP; Bielorrusia: 3 pts., -12 DP (Serbia 73–53 Bielorrusia)

Jornada 1
| 4 de julio | Serbia                                                                      | 43–75                                | Países Bajos                                                        | Samsun |  |
| 13:30      | Parciales: 13–25, 17–12, 11–17, 2–21                                        | Parciales: 13–25, 17–12, 11–17, 2–21 | Parciales: 13–25, 17–12, 11–17, 2–21                                | |  |
|            | Estadísticas Kovačević, Stanaćev 11 Markovic 7 tres jugadoras 2 Markovic 10 | Reporte Pts Reb Asts Val             | Estadísticas 23 van der Keijl 14 Essenstam 7 Adams 32 van der Keijl | Pabellón: Atatürk Spor Salonu Asistencia: 50 espectadores Árbitros: Marcin Kowalski Tamás Földházi Pavel Fuska |  |

| 4 de julio | Ucrania                                                        | 58–65                                 | Bielorrusia                                               | Samsun |  |
| 18:00      | Parciales: 13–16, 11–19, 19–14, 15–16                          | Parciales: 13–16, 11–19, 19–14, 15–16 | Parciales: 13–16, 11–19, 19–14, 15–16                     | |  |
|            | Estadísticas Uro-Nilie 14 Naumenko 10 Skorbatyuk 3 Naumenko 13 | Reporte Pts Reb Asts Val              | Estadísticas 17 Papova 10 Papova 4 Ivashchanka 20 Kalenta | Pabellón: Atatürk Spor Salonu Asistencia: 50 espectadores Árbitros: Mauro Pozzana Martynas Gudas Shoko Suguro |  |

Jornada 2
| 5 de julio | Bielorrusia                                                | 53–73                               | Serbia                                                                  | Samsun |  |
| 13:30      | Parciales: 8–17, 18–16, 9–14, 18–26                        | Parciales: 8–17, 18–16, 9–14, 18–26 | Parciales: 8–17, 18–16, 9–14, 18–26                                     | |  |
|            | Estadísticas Mahalias 17 Baklaha 6 Karasevich4 Mahalias 12 | Reporte Pts Reb Asts Val            | Estadísticas 20 Kovačević 14 Markovic 6 Stanaćev, Topuzović 20 Markovic | Pabellón: Atatürk Spor Salonu Asistencia: 50 espectadores Árbitros: Fabiana Martinescu Pavel Fuska Ernad Karović |  |

| 5 de julio | Países Bajos                                                           | 68–52                               | Ucrania                                                        | Samsun |  |
| 20:15      | Parciales: 27–9, 16–19, 9–12, 16–12                                    | Parciales: 27–9, 16–19, 9–12, 16–12 | Parciales: 27–9, 16–19, 9–12, 16–12                            | |  |
|            | Estadísticas Essenstam 18 Bettonvil 12 Adams, Bettonvil 3 Bettonvil 16 | Reporte Pts Reb Asts Val            | Estadísticas 17 Chek 11 Zavidna 2 Kopylets, Skorbatyuk 14 Chek | Pabellón: Atatürk Spor Salonu Asistencia: 50 espectadores Árbitros: Konstantin Simonow Özlem Yalman Georgios Poursanidis |  |

Jornada 3
| 6 de julio | Serbia                                                       | 73–61                                | Ucrania                                               | Samsun |  |
| 15:45      | Parciales: 18–9, 16–13, 25–18, 14–21                         | Parciales: 18–9, 16–13, 25–18, 14–21 | Parciales: 18–9, 16–13, 25–18, 14–21                  | |  |
|            | Estadísticas Kovačević 21 Topuzović 9 Stanaćev 8 Stanaćev 25 | Reporte Pts Reb Asts Val             | Estadísticas 22 Uro-Nilie 10 Chek 6 Krayevska 20 Chek | Pabellón: Atatürk Spor Salonu Asistencia: 40 espectadores Árbitros: Mauro Pozzana Igor Demenkov Pavel Fuska |  |

| 6 de julio | Bielorrusia                                                | 63–55                                | Países Bajos                                                    | Samsun |  |
| 18:00      | Parciales: 13–17, 14–7, 13–21, 23–10                       | Parciales: 13–17, 14–7, 13–21, 23–10 | Parciales: 13–17, 14–7, 13–21, 23–10                            | |  |
|            | Estadísticas Papova 18 Papova 9 tres jugadoras 2 Papova 19 | Reporte Pts Reb Asts Val             | Estadísticas 19 Essenstam 13 Bettonvil 7 Bettonvil 20 Essenstam | Pabellón: Atatürk Spor Salonu Asistencia: 50 espectadores Árbitros: Antonio Conde Maka Kupatadze Tamás Földházi |  |

### Grupo B
| Pos. | Equipo     | PJ | G | P | PF | PC | DP | Pts | Clasificación |
| ---- | ---------- | -- | - | - | -- | -- | -- | --- | ------------- |
| 1    | España     | 0  | 0 | 0 | 0  | 0  | 0  | 0   | Segunda ronda |
| 2    | Eslovaquia | 0  | 0 | 0 | 0  | 0  | 0  | 0   | Segunda ronda |
| 3    | Grecia     | 0  | 0 | 0 | 0  | 0  | 0  | 0   | Segunda ronda |
| 4    | Polonia    | 0  | 0 | 0 | 0  | 0  | 0  | 0   | Grupo G       |

 Fuente: FIBA
Jornada 1
| 4 de julio | Polonia               | vs. | España | Samsun                                               |
|            | Parciales: –, –, –, – |     |        |                                                      |
|            |                       |     |        | Pabellón: Pabellón Deportivo Canik Atatürk Árbitros: |

| 4 de julio | Eslovaquia            | vs. | Grecia | Samsun                                               |
|            | Parciales: –, –, –, – |     |        |                                                      |
|            |                       |     |        | Pabellón: Pabellón Deportivo Canik Atatürk Árbitros: |

Jornada 2
| 5 de julio | Grecia                | vs. | Polonia | Samsun                                               |
|            | Parciales: –, –, –, – |     |         |                                                      |
|            |                       |     |         | Pabellón: Pabellón Deportivo Canik Atatürk Árbitros: |

| 5 de julio | España                | vs. | Eslovaquia | Samsun                                               |
|            | Parciales: –, –, –, – |     |            |                                                      |
|            |                       |     |            | Pabellón: Pabellón Deportivo Canik Atatürk Árbitros: |

Jornada 3
| 6 de julio | Polonia               | vs. | Eslovaquia | Samsun                                               |
|            | Parciales: –, –, –, – |     |            |                                                      |
|            |                       |     |            | Pabellón: Pabellón Deportivo Canik Atatürk Árbitros: |

| 6 de julio | Grecia                | vs. | España | Samsun                                               |
|            | Parciales: –, –, –, – |     |        |                                                      |
|            |                       |     |        | Pabellón: Pabellón Deportivo Canik Atatürk Árbitros: |

### Grupo C
| Pos. | Equipo  | PJ | G | P | PF | PC | DP | Pts | Clasificación |
| ---- | ------- | -- | - | - | -- | -- | -- | --- | ------------- |
| 1    | Francia | 0  | 0 | 0 | 0  | 0  | 0  | 0   | Segunda ronda |
| 2    | Italia  | 0  | 0 | 0 | 0  | 0  | 0  | 0   | Segunda ronda |
| 3    | Rusia   | 0  | 0 | 0 | 0  | 0  | 0  | 0   | Segunda ronda |
| 4    | Hungría | 0  | 0 | 0 | 0  | 0  | 0  | 0   | Grupo G       |

 Fuente: FIBA
Jornada 1
| 4 de julio | Italia                | vs. | Francia | Samsun                                                     |
|            | Parciales: –, –, –, – |     |         |                                                            |
|            |                       |     |         | Pabellón: Pabellón Deportivo Tekkeköy Yaşar Doğu Árbitros: |

| 4 de julio | Rusia                 | vs. | Hungría | Samsun                                                     |
|            | Parciales: –, –, –, – |     |         |                                                            |
|            |                       |     |         | Pabellón: Pabellón Deportivo Tekkeköy Yaşar Doğu Árbitros: |

Jornada 2
| 5 de julio | Hungría               | vs. | Italia | Samsun                                                     |
|            | Parciales: –, –, –, – |     |        |                                                            |
|            |                       |     |        | Pabellón: Pabellón Deportivo Tekkeköy Yaşar Doğu Árbitros: |

| 5 de julio | Francia               | vs. | Rusia | Samsun                                                     |
|            | Parciales: –, –, –, – |     |       |                                                            |
|            |                       |     |       | Pabellón: Pabellón Deportivo Tekkeköy Yaşar Doğu Árbitros: |

Jornada 3
| 6 de julio | Italia                | vs. | Rusia | Samsun                                                     |
|            | Parciales: –, –, –, – |     |       |                                                            |
|            |                       |     |       | Pabellón: Pabellón Deportivo Tekkeköy Yaşar Doğu Árbitros: |

| 6 de julio | Hungría               | vs. | Francia | Samsun                                                     |
|            | Parciales: –, –, –, – |     |         |                                                            |
|            |                       |     |         | Pabellón: Pabellón Deportivo Tekkeköy Yaşar Doğu Árbitros: |

### Grupo D
| Pos. | Equipo   | PJ | G | P | PF | PC | DP | Pts | Clasificación |
| ---- | -------- | -- | - | - | -- | -- | -- | --- | ------------- |
| 1    | Turquía  | 0  | 0 | 0 | 0  | 0  | 0  | 0   | Segunda ronda |
| 2    | Suecia   | 0  | 0 | 0 | 0  | 0  | 0  | 0   | Segunda ronda |
| 3    | Alemania | 0  | 0 | 0 | 0  | 0  | 0  | 0   | Segunda ronda |
| 4    | Lituania | 0  | 0 | 0 | 0  | 0  | 0  | 0   | Grupo G       |

 Fuente: FIBA
Jornada 1
| 4 de julio | Lituania              | vs. | Alemania | Samsun                                                     |
|            | Parciales: –, –, –, – |     |          |                                                            |
|            |                       |     |          | Pabellón: Pabellón Deportivo Tekkeköy Yaşar Doğu Árbitros: |

| 4 de julio | Turquía               | vs. | Suecia | Samsun                                                     |
|            | Parciales: –, –, –, – |     |        |                                                            |
|            |                       |     |        | Pabellón: Pabellón Deportivo Tekkeköy Yaşar Doğu Árbitros: |

Jornada 2
| 5 de julio | Suecia                | vs. | Lituania | Samsun                                                     |
|            | Parciales: –, –, –, – |     |          |                                                            |
|            |                       |     |          | Pabellón: Pabellón Deportivo Tekkeköy Yaşar Doğu Árbitros: |

| 5 de julio | Alemania              | vs. | Turquía | Samsun                                                     |
|            | Parciales: –, –, –, – |     |         |                                                            |
|            |                       |     |         | Pabellón: Pabellón Deportivo Tekkeköy Yaşar Doğu Árbitros: |

Jornada 3
| 6 de julio | Alemania              | vs. | Suecia | Samsun                                                     |
|            | Parciales: –, –, –, – |     |        |                                                            |
|            |                       |     |        | Pabellón: Pabellón Deportivo Tekkeköy Yaşar Doğu Árbitros: |

| 6 de julio | Turquía               | vs. | Lituania | Samsun                                                     |
|            | Parciales: –, –, –, – |     |          |                                                            |
|            |                       |     |          | Pabellón: Pabellón Deportivo Tekkeköy Yaşar Doğu Árbitros: |

## Segunda ronda

### Grupo E
| Pos. | Equipo       | PJ | G | P | PF | PC | DP | Pts | Clasificación    |
| ---- | ------------ | -- | - | - | -- | -- | -- | --- | ---------------- |
| 1    | España       | 0  | 0 | 0 | 0  | 0  | 0  | 0   | Cuartos de final |
| 2    | Serbia       | 0  | 0 | 0 | 0  | 0  | 0  | 0   | Cuartos de final |
| 3    | Eslovaquia   | 0  | 0 | 0 | 0  | 0  | 0  | 0   | Cuartos de final |
| 4    | Bielorrusia  | 0  | 0 | 0 | 0  | 0  | 0  | 0   | Cuartos de final |
| 5    | Grecia       | 0  | 0 | 0 | 0  | 0  | 0  | 0   | Cuadro 9º-16º    |
| 6    | Países Bajos | 0  | 0 | 0 | 0  | 0  | 0  | 0   | Cuadro 9º-16º    |

 Fuente: FIBA
Jornada 1
| 8 de julio | Eslovaquia            | vs. | Serbia | Samsun                                               |
|            | Parciales: –, –, –, – |     |        |                                                      |
|            |                       |     |        | Pabellón: Pabellón Deportivo Canik Atatürk Árbitros: |

| 8 de julio | Grecia                | vs. | Países Bajos | Samsun                                               |
|            | Parciales: –, –, –, – |     |              |                                                      |
|            |                       |     |              | Pabellón: Pabellón Deportivo Canik Atatürk Árbitros: |

| 8 de julio | Bielorrusia           | vs. | España | Samsun                                               |
|            | Parciales: –, –, –, – |     |        |                                                      |
|            |                       |     |        | Pabellón: Pabellón Deportivo Canik Atatürk Árbitros: |

Jornada 2
| 9 de julio | Grecia                | vs. | Bielorrusia | Samsun                                               |
|            | Parciales: –, –, –, – |     |             |                                                      |
|            |                       |     |             | Pabellón: Pabellón Deportivo Canik Atatürk Árbitros: |

| 9 de julio | Países Bajos          | vs. | Eslovaquia | Samsun                                               |
|            | Parciales: –, –, –, – |     |            |                                                      |
|            |                       |     |            | Pabellón: Pabellón Deportivo Canik Atatürk Árbitros: |

| 9 de julio | Serbia                | vs. | España | Samsun                                               |
|            | Parciales: –, –, –, – |     |        |                                                      |
|            |                       |     |        | Pabellón: Pabellón Deportivo Canik Atatürk Árbitros: |

Jornada 3
| 10 de julio | Eslovaquia            | vs. | Bielorrusia | Samsun                                               |
|             | Parciales: –, –, –, – |     |             |                                                      |
|             |                       |     |             | Pabellón: Pabellón Deportivo Canik Atatürk Árbitros: |

| 10 de julio | Serbia                | vs. | Grecia | Samsun                                               |
|             | Parciales: –, –, –, – |     |        |                                                      |
|             |                       |     |        | Pabellón: Pabellón Deportivo Canik Atatürk Árbitros: |

| 10 de julio | España                | vs. | Países Bajos | Samsun                                               |
|             | Parciales: –, –, –, – |     |              |                                                      |
|             |                       |     |              | Pabellón: Pabellón Deportivo Canik Atatürk Árbitros: |

### Grupo F
| Pos. | Equipo   | PJ | G | P | PF | PC | DP | Pts | Clasificación    |
| ---- | -------- | -- | - | - | -- | -- | -- | --- | ---------------- |
| 1    | Francia  | 0  | 0 | 0 | 0  | 0  | 0  | 0   | Cuartos de final |
| 2    | Turquía  | 0  | 0 | 0 | 0  | 0  | 0  | 0   | Cuartos de final |
| 3    | Italia   | 0  | 0 | 0 | 0  | 0  | 0  | 0   | Cuartos de final |
| 4    | Rusia    | 0  | 0 | 0 | 0  | 0  | 0  | 0   | Cuartos de final |
| 5    | Suecia   | 0  | 0 | 0 | 0  | 0  | 0  | 0   | Cuadro 9º-16º    |
| 6    | Alemania | 0  | 0 | 0 | 0  | 0  | 0  | 0   | Cuadro 9º-16º    |

 Fuente: FIBA
Jornada 1
| 8 de julio | Suecia                | vs. | Italia | Samsun                                                     |
|            | Parciales: –, –, –, – |     |        |                                                            |
|            |                       |     |        | Pabellón: Pabellón Deportivo Tekkeköy Yaşar Doğu Árbitros: |

| 8 de julio | Alemania              | vs. | Francia | Samsun                                                     |
|            | Parciales: –, –, –, – |     |         |                                                            |
|            |                       |     |         | Pabellón: Pabellón Deportivo Tekkeköy Yaşar Doğu Árbitros: |

| 8 de julio | Rusia                 | vs. | Turquía | Samsun                                                     |
|            | Parciales: –, –, –, – |     |         |                                                            |
|            |                       |     |         | Pabellón: Pabellón Deportivo Tekkeköy Yaşar Doğu Árbitros: |

Jornada 2
| 9 de julio | Alemania              | vs. | Rusia | Samsun                                                     |
|            | Parciales: –, –, –, – |     |       |                                                            |
|            |                       |     |       | Pabellón: Pabellón Deportivo Tekkeköy Yaşar Doğu Árbitros: |

| 9 de julio | Francia               | vs. | Suecia | Samsun                                                     |
|            | Parciales: –, –, –, – |     |        |                                                            |
|            |                       |     |        | Pabellón: Pabellón Deportivo Tekkeköy Yaşar Doğu Árbitros: |

| 9 de julio | Italia                | vs. | Turquía | Samsun                                                     |
|            | Parciales: –, –, –, – |     |         |                                                            |
|            |                       |     |         | Pabellón: Pabellón Deportivo Tekkeköy Yaşar Doğu Árbitros: |

Jornada 3
| 10 de julio | Suecia                | vs. | Rusia | Samsun                                                     |
|             | Parciales: –, –, –, – |     |       |                                                            |
|             |                       |     |       | Pabellón: Pabellón Deportivo Tekkeköy Yaşar Doğu Árbitros: |

| 10 de julio | Italia                | vs. | Alemania | Samsun                                                     |
|             | Parciales: –, –, –, – |     |          |                                                            |
|             |                       |     |          | Pabellón: Pabellón Deportivo Tekkeköy Yaşar Doğu Árbitros: |

| 10 de julio | Turquía               | vs. | Francia | Samsun                                                     |
|             | Parciales: –, –, –, – |     |         |                                                            |
|             |                       |     |         | Pabellón: Pabellón Deportivo Tekkeköy Yaşar Doğu Árbitros: |

## Fase de clasificación

### Grupo G
El último clasificado de cada grupo de la primera ronda compitió en este grupo, con formato round-robin, para determinar los cuatro no cabezas de serie en los playoffs del 9.º al 16.º lugar.
| Pos. | Equipo   | PJ | G | P | PF  | PC  | DP  | Pts |
| ---- | -------- | -- | - | - | --- | --- | --- | --- |
| 1    | Ucrania  | 3  | 2 | 1 | 188 | 165 | +23 | 5   |
| 2    | Lituania | 3  | 2 | 1 | 163 | 161 | +2  | 5   |
| 3    | Polonia  | 3  | 2 | 1 | 159 | 158 | +1  | 5   |
| 4    | Hungría  | 3  | 0 | 3 | 147 | 173 | −26 | 3   |

 Fuente: FIBA
Notas:
1. 1 2 3  Ucrania: 3 pts., +4 DP; Lituania: 3 pts., -2 DP, 115 puntos a favor; Polonia: 3 pts., -2 DP, 106 puntos a favor

Jornada 1
| 8 de julio | Ucrania                                                        | 59–64                                 | Lituania                                                                  | Samsun |  |
| 16:30      | Parciales: 18–15, 14–15, 11–18, 16–16                          | Parciales: 18–15, 14–15, 11–18, 16–16 | Parciales: 18–15, 14–15, 11–18, 16–16                                     | |  |
|            | Estadísticas Uro-Nilie 17 Naumenko 9 Skorbatyuk 4 Uro-Nilie 15 | Reporte Pts Reb Asts Val              | Estadísticas 21 Prėskienytė 10 Bagdanavičienė 6 Černeckytė 28 Prėskienytė | Pabellón: Pabellón Deportivo Canik Atatürk Asistencia: 30 espectadores Árbitros: Tomislav Hordo Andrėj Šarapa Georgios Poursanidis |  |

| 8 de julio | Polonia                                                | 53–50                               | Hungría                                                 | Samsun |  |
| 16:30      | Parciales: 18–17, 9–9, 10–12, 16–12                    | Parciales: 18–17, 9–9, 10–12, 16–12 | Parciales: 18–17, 9–9, 10–12, 16–12                     | |  |
|            | Estadísticas Puss 23 tres jugadoras 6 Fiszer 8 Puss 22 | Reporte Pts Reb Asts Val            | Estadísticas 16 Szamosi 11 Szamosi 3 Czirják 20 Szamosi | Pabellón: Pabellón Deportivo Tekkeköy Yaşar Doğu Asistencia: 150 espectadores Árbitros: Jean-Charles Collin Pavel Fuska Ernad Karović |  |

Jornada 2
| 9 de julio | Hungría                                             | 53–72                                 | Ucrania                                                     | Samsun |  |
| 16:30      | Parciales: 12–20, 13–16, 18–17, 10–19               | Parciales: 12–20, 13–16, 18–17, 10–19 | Parciales: 12–20, 13–16, 18–17, 10–19                       | |  |
|            | Estadísticas Katona 13 Fuisz 5 Horvath 3 Horvath 13 | Reporte Pts Reb Asts Val              | Estadísticas 25 Chek 13 Uro-Nilie 5 Skorbatyuk 31 Uro-Nilie | Pabellón: Pabellón Deportivo Canik Atatürk Asistencia: 75 espectadores Árbitros: Damir Kunosić Vladimir Cekov Barry Peters |  |

| 9 de julio | Lituania                                                               | 51–58                               | Polonia                                            | Samsun |  |
| 16:30      | Parciales: 11–19, 15–15, 16–15, 9–9                                    | Parciales: 11–19, 15–15, 16–15, 9–9 | Parciales: 11–19, 15–15, 16–15, 9–9                | |  |
|            | Estadísticas Prėskienytė 21 Prėskienytė 11 Černeckytė 3 Prėskienytė 27 | Reporte Pts Reb Asts Val            | Estadísticas 10 Puss 9 Koperwas 7 Fiszer 20 Fiszer | Pabellón: Pabellón Deportivo Tekkeköy Yaşar Doğu Asistencia: 100 espectadores Árbitros: Radomir Vojinović Igor Demenkov Georgios Poursanidis |  |

Jornada 3
| 10 de julio | Ucrania                                                                      | 57–48                               | Polonia                                                | Samsun |  |
| 16:30       | Parciales: 9–17, 13–10, 19–8, 16–13                                          | Parciales: 9–17, 13–10, 19–8, 16–13 | Parciales: 9–17, 13–10, 19–8, 16–13                    | |  |
|             | Estadísticas Horobets, Naumenko 13 Chek, Naumenko 10 Krayevska 6 Naumenko 18 | Reporte Pts Reb Asts Val            | Estadísticas 12 Fiszer 10 Puss 2 Skrzecz, Puss 11 Puss | Pabellón: Pabellón Deportivo Canik Atatürk Asistencia: 40 espectadores Árbitros: Mauro Pozzana Vladimir Cekov Shoko Suguro |  |

| 10 de julio | Hungría                                              | 44–48                               | Lituania                                                                               | Samsun |  |
| 16:30       | Parciales: 2–19, 11–11, 17–8, 14–10                  | Parciales: 2–19, 11–11, 17–8, 14–10 | Parciales: 2–19, 11–11, 17–8, 14–10                                                    | |  |
|             | Estadísticas Böröndy 12 Barnai 12 Barnai 3 Barnai 18 | Reporte Pts Reb Asts Val            | Estadísticas 14 Černeckytė 14 Žilinskaitė 2 Bagdanavičienė, Prėskienytė 17 Žilinskaitė | Pabellón: Pabellón Deportivo Tekkeköy Yaşar Doğu Asistencia: 150 espectadores Árbitros: Maj Kazuko Forsberg Maka Kupatadze Özlem Yalman |  |

### Cuadro por el 9.º-16.º lugar
|  | Partido 13.er lugar | Partido 13.er lugar |              |         | Semifinales 13.er-16.º | Semifinales 13.er-16.º |             |             | Cuartos de final 9.º-16.º | Cuartos de final 9.º-16.º |         |        | Semifinales 9.º-12.º | Semifinales 9.º-12.º |  |  | Partido 9.º. lugar | Partido 9.º. lugar |
|  |                     |                     |              |         |                        |                        |             |             |                           |                           |         |        |                      |                      |  |  |                    |                    |
|  |                     |                     |              |         |                        |                        |             |             | 12 de julio               |                           |         |        |                      |                      |  |  |                    |                    |
|  |                     |                     |              |         |                        |                        |             |             |                           |                           |         |        |                      |                      |  |  |                    |                    |
|  | 14 de julio         | 14 de julio         |              |         | 13 de julio            | 13 de julio            |             |             | Grecia                    | 59                        |         |        | 13 de julio          | 13 de julio          |  |  | 14 de julio        | 14 de julio        |
|  | 14 de julio         | 14 de julio         |              |         | 13 de julio            | 13 de julio            |             |             | Grecia                    | 59                        |         |        | 13 de julio          | 13 de julio          |  |  | 14 de julio        | 14 de julio        |
|  | 14 de julio         | 14 de julio         |              |         | 13 de julio            | 13 de julio            | Hungría     | 49          |                           |                           |         |        | 13 de julio          | 13 de julio          |  |  | 14 de julio        | 14 de julio        |
|  | 14 de julio         | 14 de julio         |              | Hungría | 55                     |                        | Hungría     | 49          |                           |                           |         | Grecia | 70                   |                      |  |  | 14 de julio        | 14 de julio        |
|  | 14 de julio         | 14 de julio         | 12 de julio  | Hungría | 55                     |                        |             |             |                           |                           |         | Grecia | 70                   |                      |  |  | 14 de julio        | 14 de julio        |
|  | 14 de julio         | 14 de julio         |              |         | Alemania               | 58                     |             |             | Ucrania                   | 58                        |         |        |                      |                      |  |  | 14 de julio        | 14 de julio        |
|  | 14 de julio         | 14 de julio         | Alemania     | 57      | Alemania               | 58                     |             |             | Ucrania                   | 58                        |         |        |                      |                      |  |  | 14 de julio        | 14 de julio        |
|  | 14 de julio         | 14 de julio         | Alemania     | 57      |                        |                        |             |             |                           |                           |         |        |                      |                      |  |  | 14 de julio        | 14 de julio        |
|  | 14 de julio         | 14 de julio         |              |         | Ucrania                | 63                     |             |             |                           |                           |         |        |                      |                      |  |  | 14 de julio        | 14 de julio        |
|  | Alemania            | 60                  |              |         | Ucrania                | 63                     | Grecia      | 56          |                           |                           |         |        |                      |                      |  |  |                    |                    |
|  | Alemania            | 60                  | 12 de julio  |         |                        |                        | Grecia      | 56          |                           |                           |         |        |                      |                      |  |  |                    |                    |
|  | Suecia              | 71                  |              |         | Países Bajos           | 52                     |             |             |                           |                           |         |        |                      |                      |  |  |                    |                    |
|  | Suecia              | 71                  | Suecia       | 60      | Países Bajos           | 52                     |             |             |                           |                           |         |        |                      |                      |  |  |                    |                    |
|  |                     |                     | Suecia       | 60      | 13 de julio            | 13 de julio            | 13 de julio | 13 de julio |                           |                           |         |        |                      |                      |  |  |                    |                    |
|  |                     |                     | Polonia      | 71      | 13 de julio            | 13 de julio            | 13 de julio | 13 de julio |                           |                           |         |        |                      |                      |  |  |                    |                    |
|  | Partido 15.º lugar  | Partido 15.º lugar  | Polonia      | 71      | Suecia                 | 72                     |             |             |                           |                           | Polonia | 49     | Partido 11.º lugar   | Partido 11.º lugar   |  |  |                    |                    |
|  | Partido 15.º lugar  | Partido 15.º lugar  | 12 de julio  |         | Suecia                 | 72                     |             |             |                           |                           | Polonia | 49     | Partido 11.º lugar   | Partido 11.º lugar   |  |  |                    |                    |
|  | 14 de julio         | 14 de julio         |              |         | Lituania               | 42                     |             |             | Países Bajos              | 50                        |         |        | 14 de julio          | 14 de julio          |  |  |                    |                    |
|  | Hungría             | 72                  | Países Bajos | 58      | Lituania               | 42                     | Ucrania     | 66          | Países Bajos              | 50                        |         |        |                      |                      |  |  |                    |                    |
|  | Hungría             | 72                  | Países Bajos | 58      |                        |                        | Ucrania     | 66          |                           |                           |         |        |                      |                      |  |  |                    |                    |
|  | Lituania            | 51                  |              |         | Lituania               | 56                     |             |             | Polonia                   | 48                        |         |        |                      |                      |  |  |                    |                    |

#### Cuartos de final del 9º–16º lugar
| 12 de julio | Grecia                                                    | 59–49                                | Hungría                                                      | Samsun |  |
| 13:15       | Parciales: 10–13, 12–4, 14–14, 23–18                      | Parciales: 10–13, 12–4, 14–14, 23–18 | Parciales: 10–13, 12–4, 14–14, 23–18                         | |  |
|             | Estadísticas Spanou 13 Spanou 10 Politopoulou 4 Slouka 12 | Reporte Pts Reb Asts Val             | Estadísticas 13 Katona 7 Barnai, Szamosi 3 Horváth 13 Barnai | Pabellón: Atatürk Spor Salonu Asistencia: 50 espectadores Árbitros: Mauro Pozzana Radomir Vojinović Igor Demenkov |  |

| 12 de julio | Alemania                                                            | 57–63                                | Ucrania                                                                  | Samsun |  |
| 15:30       | Parciales: 15–19, 11–9, 16–17, 15–18                                | Parciales: 15–19, 11–9, 16–17, 15–18 | Parciales: 15–19, 11–9, 16–17, 15–18                                     | |  |
|             | Estadísticas Hebecker 20 Hebecker 12 cuatro jugadoras 2 Hebecker 17 | Reporte Pts Reb Asts Val             | Estadísticas 13 Skorbatyuk 8 Uro-Nilie, Naumenko 3 Krayevska 15 Naumenko | Pabellón: Atatürk Spor Salonu Asistencia: 100 espectadores Árbitros: Fabiana Martinescu Özlem Yalman Maja Vukanović |  |

| 12 de julio | Suecia                                                              | 60–71                                 | Polonia                                                      | Samsun |  |
| 17:45       | Parciales: 22–16, 13–20, 15–15, 10–20                               | Parciales: 22–16, 13–20, 15–15, 10–20 | Parciales: 22–16, 13–20, 15–15, 10–20                        | |  |
|             | Estadísticas A. Nyström 19 A. Nyström 27 E. Nyström 4 A. Nyström 36 | Reporte Pts Reb Asts Val              | Estadísticas 19 Koperwas 11 Miłoszewska 9 Fiszer 25 Koperwas | Pabellón: Atatürk Spor Salonu Asistencia: 50 espectadores Árbitros: Antonio Conde Damir Kunosić Pavel Fuska |  |

| 12 de julio | Países Bajos                                                            | 58–56                               | Lituania                                                              | Samsun |  |
| 20:00       | Parciales: 17–18, 17–8, 19–13, 5–17                                     | Parciales: 17–18, 17–8, 19–13, 5–17 | Parciales: 17–18, 17–8, 19–13, 5–17                                   | |  |
|             | Estadísticas Essenstam 26 van der Keijl 10 van den Bosch 7 Essenstam 30 | Reporte Pts Reb Asts Val            | Estadísticas 16 Bagdanavičienė 10 Prėskienytė 3 Stašelienė 12 Želnytė | Pabellón: Atatürk Spor Salonu Asistencia: 20 espectadores Árbitros: Jean-Charles Collin Tamás Földházi Andrėj Šarapa |  |

#### Semifinales del 13º–16º lugar
| 13 de julio | Hungría                                                 | 55–58                                | Alemania                                                           | Samsun |  |
| 13:15       | Parciales: 12–15, 16–9, 14–10, 13–24                    | Parciales: 12–15, 16–9, 14–10, 13–24 | Parciales: 12–15, 16–9, 14–10, 13–24                               | |  |
|             | Estadísticas Szamosi 12 Licskai 11 Czirják 5 Szamosi 19 | Reporte Pts Reb Asts Val             | Estadísticas 14 Hebecker 8 Hoffmann 3 Dzirma, Gohlisch 10 Hoffmann | Pabellón: Atatürk Spor Salonu Asistencia: 50 espectadores Árbitros: Radomir Vojinović Barry Peters Igor Demenkov |  |

| 13 de julio | Suecia                                                             | 72–42                               | Lituania                                                                            | Samsun |  |
| 15:30       | Parciales: 19–6, 14–16, 25–13, 14–7                                | Parciales: 19–6, 14–16, 25–13, 14–7 | Parciales: 19–6, 14–16, 25–13, 14–7                                                 | |  |
|             | Estadísticas A. Nyström 12 Vesterberg 9 E. Nyström 6 Vesterberg 22 | Reporte Pts Reb Asts Val            | Estadísticas 10 Stašelienė 9 Prėskienytė 2 Kručkauskaitė, Stašelienė 14 Prėskienytė | Pabellón: Atatürk Spor Salonu Asistencia: 40 espectadores Árbitros: Antonio Conde Marcin Kowalski Pavel Fuska |  |

#### Semifinales del 9º–12º lugar
| 13 de julio | Grecia                                                             | 70–58                                 | Ucrania                                          | Samsun |  |
| 17:45       | Parciales: 22–15, 16–19, 10–11, 22–13                              | Parciales: 22–15, 16–19, 10–11, 22–13 | Parciales: 22–15, 16–19, 10–11, 22–13            | |  |
|             | Estadísticas Spanou 31 Fouraki, Spanou 10 Politopoulou 6 Spanou 33 | Reporte Pts Reb Asts Val              | Estadísticas 17 Chek 10 Chek 3 Krayevksa 22 Chek | Pabellón: Atatürk Spor Salonu Asistencia: 50 espectadores Árbitros: Konstantin Simonow Martynas Gudas Andrėj Šarapa |  |

| 13 de julio | Polonia                                            | 49–50                               | Países Bajos                                                                | Samsun |  |
| 20:00       | Parciales: 14–8, 4–12, 16–15, 15–15                | Parciales: 14–8, 4–12, 16–15, 15–15 | Parciales: 14–8, 4–12, 16–15, 15–15                                         | |  |
|             | Estadísticas Fiszer 18 Fiszer 9 Fiszer 4 Fiszer 26 | Reporte Pts Reb Asts Val            | Estadísticas 20 van der Keijl 14 van der Keijl 3 Essenstam 31 van der Keijl | Pabellón: Atatürk Spor Salonu Asistencia: 75 espectadores Árbitros: Mauro Pozzana Tamás Földházi Ernad Karović |  |

#### Partido por el 15º lugar
| 14 de julio | Hungría                                                        | 72–51                                | Lituania                                                              | Samsun |  |
| 13:15       | Parciales: 24–19, 12–9, 12–11, 24–12                           | Parciales: 24–19, 12–9, 12–11, 24–12 | Parciales: 24–19, 12–9, 12–11, 24–12                                  | |  |
|             | Estadísticas Szamosi 15 Szamosi 10 Katona, Hórvath 4 Katona 18 | Reporte Pts Reb Asts Val             | Estadísticas 12 Bagdanavičienė 7 Matuzonytė 5 Stašelienė 1 Matuzonyte | Pabellón: Atatürk Spor Salonu Asistencia: 100 espectadores Árbitros: Konstantin Simonow Igor Demenkov Georgios Poursanidis |  |

#### Partido por el 13º lugar
| 14 de julio | Alemania                                                                  | 60–71                                 | Suecia                                                              | Samsun |  |
| 15:30       | Parciales: 16–12, 11–18, 19–17, 14–24                                     | Parciales: 16–12, 11–18, 19–17, 14–24 | Parciales: 16–12, 11–18, 19–17, 14–24                               | |  |
|             | Estadísticas Hebecker24 Dzirma, Hoffmann 7 Müller, Hebecker 3 Hebecker 23 | Reporte Pts Reb Asts Val              | Estadísticas 23 E. Nyström 18 E. Nyström 7 E. Nyström 42 E. Nyström | Pabellón: Atatürk Spor Salonu Asistencia: 100 espectadores Árbitros: Antonio Conde Tomislav Hordov Jean-Charles Collin |  |

#### Partido por el 11º lugar
| 14 de julio | Ucrania                                                         | 66–48                                | Polonia                                                     | Samsun |  |
| 17:45       | Parciales: 21–11, 11–16, 17–9, 17–12                            | Parciales: 21–11, 11–16, 17–9, 17–12 | Parciales: 21–11, 11–16, 17–9, 17–12                        | |  |
|             | Estadísticas Uro-Nilie 21 Naumenko 16 Skorbatyuk 3 Uro-Nilie 25 | Reporte Pts Reb Asts Val             | Estadísticas 14 Skrzecz 6 Puss 2 Skrzecz 7 Skrzecz, Woźniak | Pabellón: Atatürk Spor Salonu Asistencia: 15 espectadores Árbitros: Martynas Gudas Andrėj Šarapa Ernad Karović |  |

#### Partido por el 9º lugar
| 14 de julio | Grecia                                                             | 56–52                                | Países Bajos                                                   | Samsun |  |
| 20:00       | Parciales: 13–10, 11–21, 11–6, 21–15                               | Parciales: 13–10, 11–21, 11–6, 21–15 | Parciales: 13–10, 11–21, 11–6, 21–15                           | |  |
|             | Estadísticas Stamolamprou 16 Spanou 11 tres jugadoras 2 Fouraki 13 | Reporte Pts Reb Asts Val             | Estadísticas 15 Essenstam 7 van der Keijl 4 Adams 14 Bettonvil | Pabellón: Atatürk Spor Salonu Asistencia: 25 espectadores Árbitros: Damir Kunosić Vladyslav Isačenko Shoko Suguro |  |

### Cuadro por el 5º-8º lugar
|  | Semifinales 5º-8º | Semifinales 5º-8º |       |         | Partido 5º lugar | Partido 5º lugar |  |
|  | 13 de julio       | 13 de julio       |       |         | 14 de julio      | 14 de julio      |  |
|  |                   |                   |       |         |                  |                  |  |
|  |                   |                   |       |         |                  |                  |  |
|  | Francia           | 55                |       |         |                  |                  |  |
|  | Francia           | 55                |       |         |                  |                  |  |
|  | Serbia            | 50                |       |         |                  |                  |  |
|  | Serbia            | 50                |       | Francia | 55               |                  |  |
|  |                   |                   |       | Francia | 55               |                  |  |
|  |                   |                   | Rusia | 48      |                  |                  |  |
|  | Rusia             | 61                | Rusia | 48      |                  |                  |  |
|  | Rusia             | 61                |       |         |                  |                  |  |
|  | Eslovaquia        | 55                |       |         | Partido 7º lugar | Partido 7º lugar |  |
|  | Eslovaquia        | 55                |       |         | Partido 7º lugar | Partido 7º lugar |  |
|  |                   |                   |       |         |                  |                  |  |
|  |                   |                   |       |         | Serbia           | 56               |  |
|  |                   |                   |       |         | Serbia           | 56               |  |
|  |                   |                   |       |         | Eslovaquia       | 68               |  |
|  |                   |                   |       |         | Eslovaquia       | 68               |  |
|  |                   |                   |       |         |                  |                  |  |

#### Semifinales del 5º–8º lugar
| 13 de julio | Francia                                                                | 55–50                               | Serbia                                                     | Samsun |  |
| 14:00       | Parciales: 12–15, 17–9, 18–13, 8–13                                    | Parciales: 12–15, 17–9, 18–13, 8–13 | Parciales: 12–15, 17–9, 18–13, 8–13                        | |  |
|             | Estadísticas Niamke, Stievenard 11 Ousfar 9 tres jugadoras 2 Niamke 11 | Reporte Pts Reb Asts Val            | Estadísticas 18 Stančić 12 Marković 3 Tošković 22 Marković | Pabellón: Yaşar Doğu Spor Salonu Asistencia: 300 espectadores Árbitros: Vladimir Cekov Özlem Yalman Shoko Suguro |  |

| 13 de julio | Rusia                                                      | 61–55                                 | Eslovaquia                                                                                      | Samsun |  |
| 16:15       | Parciales: 17–11, 17–17, 10–14, 17–13                      | Parciales: 17–11, 17–17, 10–14, 17–13 | Parciales: 17–11, 17–17, 10–14, 17–13                                                           | |  |
|             | Estadísticas Tikhonenko 16 Kiseleva 12 Namok 3 Kiseleva 20 | Reporte Pts Reb Asts Val              | Estadísticas 14 Hruščáková 10 Hruščáková, Šimonovičová 3 Wrzesiński, Janoščíková 15 Janoščíková | Pabellón: Yaşar Doğu Spor Salonu Asistencia: 350 espectadores Árbitros: Tomislav Hordov Vladyslav Isačenko Georgios Poursanidis |  |

#### Partido por el 7º lugar
| 14 de julio | Eslovaquia                                                                 | 68–56                                | Serbia                                                                      | Samsun |  |
| 14:00       | Parciales: 23–9, 15–14, 15–22, 15–11                                       | Parciales: 23–9, 15–14, 15–22, 15–11 | Parciales: 23–9, 15–14, 15–22, 15–11                                        | |  |
|             | Estadísticas Slamová 16 Janoščíková 9 Slamová, Wrzesiński 4 Janoščíková 22 | Reporte Pts Reb Asts Val             | Estadísticas 21 Marinković 6 Marković, Brajković 6 Marinković 24 Marinković | Pabellón: Yaşar Doğu Spor Salonu Asistencia: 200 espectadores Árbitros: Marcin Kowalski Radomir Vojinović Barry Peters |  |

#### Partido por el 5º lugar
| 14 de julio | Rusia                                                     | 48–55                               | Francia                                                       | Samsun |  |
| 16:15       | Parciales: 9–11, 19–15, 13–15, 7–14                       | Parciales: 9–11, 19–15, 13–15, 7–14 | Parciales: 9–11, 19–15, 13–15, 7–14                           | |  |
|             | Estadísticas Namok 14 Tikhonenko 11 Tikhonenko 2 Namok 16 | Reporte Pts Reb Asts Val            | Estadísticas 17 Bernies, Diallo 8 Diallo 4 Bernies 21 Bernies | Pabellón: Yaşar Doğu Spor Salonu Asistencia: 500 espectadores Árbitros: Vladimir Cekov PAvel Fuska Tamás Földházi |  |

## Cuadro final
Todos los horarios corresponden al huso horario local (Hora de Turquía – UTC+3).
|  | Cuartos de final | Cuartos de final | Cuartos de final |         |             | Semifinales | Semifinales | Semifinales |             |              | Final        | Final        | Final       |  |
|  | 12 de julio      | 12 de julio      | 12 de julio      |         |             | 13 de julio | 13 de julio | 13 de julio |             |              | 14 de julio  | 14 de julio  | 14 de julio |  |
|  |                  |                  |                  |         |             |             |             |             |             |              |              |              |             |  |
|  |                  |                  |                  |         |             |             |             |             |             |              |              |              |             |  |
|  | E1               | España           | 78               |         |             |             |             |             |             |              |              |              |             |  |
|  | E1               | España           | 78               |         |             |             |             |             |             |              |              |              |             |  |
|  | F4               | Rusia            | 45               |         |             |             |             |             |             |              |              |              |             |  |
|  | F4               | Rusia            | 45               |         | España      | España      | 57          |             |             |              |              |              |             |  |
|  |                  |                  |                  |         | España      | España      | 57          |             |             |              |              |              |             |  |
|  |                  |                  | Turquía          | Turquía | 51          |             |             |             |             |              |              |              |             |  |
|  | F2               | Turquía          | Turquía          | Turquía | 51          | 61          |             |             |             |              |              |              |             |  |
|  | F2               | Turquía          |                  |         |             |             |             |             |             |              |              |              |             |  |
|  | E3               | Eslovaquia       | 42               |         |             |             |             |             |             |              |              |              |             |  |
|  | E3               | Eslovaquia       | 42               |         |             |             |             |             |             | España       | España       | 59           |             |  |
|  |                  |                  |                  |         |             |             |             |             |             | España       | España       | 59           |             |  |
|  |                  |                  | Italia           | Italia  | 53          |             |             |             |             |              |              |              |             |  |
|  | F1               | Francia          | Italia           | Italia  | 53          | 56          |             |             |             |              |              |              |             |  |
|  | F1               | Francia          |                  |         |             |             |             |             |             |              |              |              |             |  |
|  | E4               | Bielorrusia      | 64               |         |             |             |             |             |             |              |              |              |             |  |
|  | E4               | Bielorrusia      | 64               |         | Bielorrusia | Bielorrusia | 50          |             |             | Tercer lugar | Tercer lugar | Tercer lugar |             |  |
|  |                  |                  |                  |         | Bielorrusia | Bielorrusia | 50          |             |             | Tercer lugar | Tercer lugar | Tercer lugar |             |  |
|  |                  |                  | Italia           | Italia  | 66          |             |             |             |             |              |              |              |             |  |
|  | E2               | Serbia           | Italia           | Italia  | 66          | 50          |             |             | Bielorrusia | Bielorrusia  | 53           |              |             |  |
|  | E2               | Serbia           |                  |         |             |             |             |             | Bielorrusia | Bielorrusia  | 53           |              |             |  |
|  | F3               | Italia           | 66               |         |             |             |             |             |             |              | Turquía      | Turquía      | 38          |  |
|  | F3               | Italia           | 66               |         |             |             |             |             |             |              | Turquía      | Turquía      | 38          |  |
|  |                  |                  |                  |         |             |             |             |             |             |              |              |              |             |  |

#### Cuartos de final
| 12 de julio | Serbia                                                         | 51–65                                | Italia                                                    | Samsun |  |
| 14:00       | Parciales: 15–18, 14–20, 14–12, 8–15                           | Parciales: 15–18, 14–20, 14–12, 8–15 | Parciales: 15–18, 14–20, 14–12, 8–15                      | |  |
|             | Estadísticas Kovačević 14 Kovačević 10 Stanaćev 3 Topuzović 10 | Reporte Pts Reb Asts Val             | Estadísticas 13 C. Dotto 11 Formica 5 C. Dotto 16 Formica | Pabellón: Yaşar Doğu Spor Salonu Asistencia: 150 espectadores Árbitros: Marcin Kowalski Vladimir Cekov Vladyslav Isačenko |  |

| 12 de julio | Francia                                                 | 56–64                                 | Bielorrusia                                         | Samsun |  |
| 16:15       | Parciales: 11–17, 11–15, 23–15, 11–17                   | Parciales: 11–17, 11–15, 23–15, 11–17 | Parciales: 11–17, 11–15, 23–15, 11–17               | |  |
|             | Estadísticas Diallo 14 Ousfar 10 Bouzenna 4 Bouzenna 12 | Reporte Pts Reb Asts Val              | Estadísticas 18 Papova 14 Papova 4 Papova 34 Papova | Pabellón: Yaşar Doğu Spor Salonu Asistencia: 200 espectadores Árbitros: Tomislav Vovk Martynas Gudas Barry Peters |  |

| 12 de julio | España                                                  | 78–45                                | Rusia                                                              | Samsun |  |
| 18:30       | Parciales: 18–16, 19–10, 17–13, 24–6                    | Parciales: 18–16, 19–10, 17–13, 24–6 | Parciales: 18–16, 19–10, 17–13, 24–6                               | |  |
|             | Estadísticas Ndour 23 Ndour 7 tres jugadoras 3 Ndour 24 | Reporte Pts Reb Asts Val             | Estadísticas 11 Tikhonenko 7 Tikhonenko 3 Tikhonenko 18 Tikhonenko | Pabellón: Yaşar Doğu Spor Salonu Asistencia: 450 espectadores Árbitros: Maka Kupatadze Maj Kazuko Forsberg Shoko Suguro |  |

| 12 de julio | Turquía                                            | 61–42                                | Eslovaquia                                                               | Samsun |  |
| 20:45       | Parciales: 14–14, 15–10, 16–7, 16–11               | Parciales: 14–14, 15–10, 16–7, 16–11 | Parciales: 14–14, 15–10, 16–7, 16–11                                     | |  |
|             | Estadísticas Bilgiç 14 Bilgiç 10 Çakır 5 Bilgiç 19 | Reporte Pts Reb Asts Val             | Estadísticas 17 Šimonovičová 6 Šimonovičová 6 Wrzesiński 15 Šimonovičová | Pabellón: Yaşar Doğu Spor Salonu Asistencia: 3000 espectadores Árbitros: Konstantin Simonow Ernad Karović Georgios Poursanidis |  |

#### Semifinales
| 13 de julio | Bielorrusia                                                    | 50–66                                 | Italia                                                     | Samsun |  |
| 18:30       | Parciales: 11–16, 11–15, 12–20, 16–15                          | Parciales: 11–16, 11–15, 12–20, 16–15 | Parciales: 11–16, 11–15, 12–20, 16–15                      | |  |
|             | Estadísticas Karasevich, Kalenta 9 Papova 7 Papova 3 Kalenta 9 | Reporte Pts Reb Asts Val              | Estadísticas 20 F. Dotto 11 Formica 6 C. Dotto 22 F. Dotto | Pabellón: Yaşar Doğu Spor Salonu Asistencia: 450 espectadores Árbitros: Fabiana Martinescu Maka Kupatadze Maja Vukanović |  |

| 13 de julio | España                                              | 57–51                                | Turquía                                                   | Samsun |  |
| 20:45       | Parciales: 16–12, 10–18, 12–8, 19–13                | Parciales: 16–12, 10–18, 12–8, 19–13 | Parciales: 16–12, 10–18, 12–8, 19–13                      | |  |
|             | Estadísticas Ndour 24 Ndour 19 Zanoguera 6 Ndour 32 | Reporte Pts Reb Asts Val             | Estadísticas 16 Çakır 7 Aydın, Emirtekin 3 Çakır 15 Çakır | Pabellón: Yaşar Doğu Spor Salonu Asistencia: 2500 espectadores Árbitros: Jean-Charles Collin Maj Kazuko Forsberg Damir Kunosić |  |

#### Partido por la medalla de bronce
| 14 de julio | Turquía                                                                     | 53–38                              | Bielorrusia                                              | Samsun |  |
| 18:30       | Parciales: 15–6, 17–8, 14–12, 7–12                                          | Parciales: 15–6, 17–8, 14–12, 7–12 | Parciales: 15–6, 17–8, 14–12, 7–12                       | |  |
|             | Estadísticas Bilgiç, Kavurmacıoğlu 9 Cora, Kavurmacıoğlu 7 Çakır 2 Çakır 15 | Reporte Pts Reb Asts Val           | Estadísticas 11 Mahalias 14 Kalenta 2 Kalenta 13 Kalenta | Pabellón: Yaşar Doğu Spor Salonu Asistencia: 1500 espectadores Árbitros: Mauro Pozzana Maj Kazuko Forsberg Maja Vukanović |  |

#### Final
| 14 de julio | España                                                     | 59–53                                | Italia                                                  | Samsun |  |
| 20:45       | Parciales: 11–18, 14–10, 20–3, 14–22                       | Parciales: 11–18, 14–10, 20–3, 14–22 | Parciales: 11–18, 14–10, 20–3, 14–22                    | |  |
|             | Estadísticas Díaz 16 Ndour 17 Estebas, Llobet 3 Estebas 16 | Reporte Pts Reb Asts Val             | Estadísticas 14 F. Dotto 10 Formica 3 C. Dotto 13 Penna | Pabellón: Yaşar Doğu Spor Salonu Asistencia: 2000 espectadores Árbitros: Fabiana Martinescu Maka Kupatadze Özlem Yalman |  |

| Bandera de España         |
| Campeón España 4.º título |

## Medallero
| Italia | España | Turquía |
| Alessandra Formica Caterina Dotto Francesca Dotto Francesca Melchiori Alice Nori Stella Panella Ilaria Milazzo Marida Orazzo Elena Giovanna Ramò Erica Reggiani Elisa Ercoli Elisa Penna | Yurena Díaz Andrea Vilaró Itziar Llobet Elena de Alfredo Inma Zanoguera Paula Estebas Susana Bacete Cebrián Sara Rodríguez Uriszar Ana Faussurier Yaiza Lázaro Patricia Soler Astou Ndour | Ayşe Cora Olcay Çakır Elif Emirtekin Özge Kavurmacıoğlu Merve Aydın Pelin Bilgiç Cansu Köksal Gizem Tüzün Tilbe Şenyürek Melike Yalçınkaya Büşra Akgün Didem Nakas |

## Clasificación final
– Desciende a la División B. 
| Pos.              | Equipo       | Pts | G-P | PF | PC | Dif. |
| ----------------- | ------------ | --- | --- | -- | -- | ---- |
| Medalla de oro    | España       |     | –   |    |    |      |
| Medalla de plata  | Italia       |     | –   |    |    |      |
| Medalla de bronce | Turquía      |     | –   |    |    |      |
| 4º                | Bielorrusia  |     | –   |    |    |      |
| 5º                | Francia      |     | –   |    |    |      |
| 6º                | Rusia        |     | –   |    |    |      |
| 7º                | Eslovaquia   |     | –   |    |    |      |
| 8º                | Serbia       |     | –   |    |    |      |
| 9º                | Grecia       |     | –   |    |    |      |
| 10º               | Países Bajos |     | –   |    |    |      |
| 11º               | Ucrania      |     | –   |    |    |      |
| 12º               | Polonia      |     | –   |    |    |      |
| 13º               | Suecia       |     | –   |    |    |      |
| 14º               | Alemania     |     | –   |    |    |      |
| 15º               | Hungría      |     | –   |    |    |      |
| 16º               | Lituania     |     | –   |    |    |      |

### Premios
| Quinteto ideal                                                              |
| --------------------------------------------------------------------------- |
| Olcay Çakır Francesca Dotto Inmaculada Zanoguera Artemis Spanou Astou Ndour |
| MVP: Astou Ndour                                                            |